# 瓦爾米 (內華達州)
瓦爾米（英語：Valmy）是位於美國內華達州洪堡縣的普查規定居民點。

## 歷史
瓦爾米的郵局自1915年營運至今。

## 人口
根據2020年美國人口普查的數據，瓦爾米的面積為0.57平方千米，皆為陸地。當地共有人口26人，而人口密度為每平方千米45.61人。